# مقاطعات فنلندا
كانت الدولة الفنلندية تنقسم إدارياً إلى ستة مقاطعات بين عامي 1997 و2009، شكلت السلطة المقاطعية جزءاً من الفرع التنفيذي للحكومة المركزية و لم تكن منتخبة مباشرة.
تكون نظام المقاطعات في عام 1634, وجرى تعديله جذرياً في عام 1997 بحيث قلص عدد المقاطعات من 12 إلى 6، ما جعلها وحدات إدارية بحتة و لا يعتبر الحدود اللغوية والثقافية بين المقاطعات .
و قد تم إلغاء المقاطعات الستة تماماً في الأول من يناير عام 2010. و استمر العمل بالتقسيم الإداري الإقليمي.

والمقاطعات الست هي :
| الرقم. | المقاطعة        | الاسمان الفنلندي و السويدي             | العاصمة   | أكبر مدينة | السكان (2003) | المساحة (كم²) | المقاطعات المندمجة (1997)             |
| ------ | --------------- | -------------------------------------- | --------- | ---------- | ------------- | ------------- | ------------------------------------- |
| 1.     | فنلندا الجنوبية | Etelä-Suomen lääni Södra Finlands län  | هامينلينا | هلسنكي     | 2,116,914     | 34,378        | أوسيما، كومي، هامي                    |
| 2.     | فنلندا الغربية  | Länsi-Suomen lääni Västra Finlands län | توركو     | تامبيري    | 1,848,269     | 74,185        | فاسا، توركو بوري، فنلندا الوسطى، هامي |
| 3.     | فنلندا الشرقية  | Itä-Suomen lääni Östra Finlands län    | ميكيلي    | كووبيو     | 582,781       | 48,726        | كووبيو، كاريليا الشمالية، ميكيلي      |
| 4.     | أولو            | Oulun lääni Uleåborgs län              | أولو      | أولو       | 458,504       | 57,000        | لا تغيير                              |
| 5.     | مقاطعة لابي     | Lapin lääni Lapplands län              | روفانييمي | روفانييمي  | 186,917       | 98,946        | لا تغيير                              |
| 6.     | أولان           | Ahvenanmaan lääni Ålands län           | مارييهامن | مارييهامن  | 26,000        | 6,784         | لا تغيير                              |